# 내몽골 인민당
내몽골 인민당(중국어 정체자: 內蒙古人民黨, 영어: Inner Mongolian People's Party, IMPP)은 미국으로 망명한 내몽골 자치구 출신 반체제 인사들이 세운 반정부 단체이다.
이 단체의 일부 인사들은 문화대혁명 때 탄압받은 내몽골 인민혁명당을 계승한 조직이라고 주장하고 있으나, 해당 정당은 1946년 중국공산당에 통합되었기 때문에 두 조직간의 관계는 사실상 전무하다.

## 같이 보기
- 몽골 자유연맹당
- 튀르키스탄 이슬람당
- 남몽골 민주연맹
- 티베트 혁명당
- 티베트 국민민주당
- 숍추드 템칠투